# René Robineau de Portneuf
Pour les articles homonymes, voir Robineau.
René Robineau de Portneuf ou René Robinau de Portneuf, né le 3 septembre 1659 dans la Ville de Québec et mort le 4 octobre 1726 à Montréal, est un officier des troupes de la Marine, capitaine et commandant du Fort Chambly.

## Biographie
René Robineau de Portneuf est le fils de René Robinau de Bécancour, l'un des membres de la Compagnie des Cent-Associés et premier Grand voyer de la Nouvelle-France et de Marie-Anne Leneuf de La Poterie. 
En 1689, il est nommé lieutenant en Acadie où commandait son frère, Joseph Robineau de Villebon qui fut nommé gouverneur de l'Acadie en 1691.
En mai 1690, il participa activement sous les ordres de Joseph-François Hertel de la Fresnière et du Baron Jean-Vincent d'Abbadie de Saint-Castin, avec le renfort des tribus amérindiennes des Mi'kmaq et des Malécites de Fort Meductic) vivant en Acadie regroupées au sein de la Confédération Wabanaki, à la victoire française lors de la bataille de Fort Loyal situé dans la colonie de la baie du Massachusetts.
Dégradé un temps pour avoir commercer de la fourrure, l'intendant de la Nouvelle-France, Jean Bochart de Champigny, le recommande pour ses engagements sur le terrain militaire et devint même aide-de-camp du gouverneur de la Nouvelle-France le sieur Louis de Buade de Frontenac. 
Il devint ensuite interprète en langue abénakis du gouverneur Philippe de Rigaud de Vaudreuil.
En 1712, le gouverneur Vaudreuil le nomme commandant d'une compagnie « en considération de ses services et de ce qu’il lui est fort utile scachant parfaitement la langue des Sauvages Abenaquis. ».
Le 27 avril 1716, il est promu capitaine.
En 1725, il alla remplacer Jacques-Charles de Sabrevois au commandement du fort Chambly, mais l'année suivante, il est rappelé pour raison de santé. Il meurt à son retour à Montréal le 4 octobre 1726.